# Gabadinho Mhango
Hellings Frank "Gabadinho" Mhango (Chiweta, 27 de setembro de 1992) é um futebolista malauiano que atua como atacante. Atualmente defende o Moroka Swallows.

## Carreira
Revelado pelo Brave Warriors, Mhango estreou profissionalmente em 2012, no Big Bullets. Desde 2013, atua em clubes da África do Sul: Bloemfontein Celtic (2013 a 2015), Golden Arrows (2015 a 2016), Bidvest Wits (2016 a 2019) e Orlando Pirates, desde a temporada 2019–20.

## Carreira internacional
Seu primeiro jogo pela seleção do Malawi foi em julho de 2012, num amistoso contra a Zâmbia, e seu primeiro gol pelos Flames foi em março de 2013, na vitória por 1 a 0 sobre a Namíbia.
Convocado para a Copa das Nações Africanas de 2021, Mhango ficou de fora da partida de estreia, contra a Guiné, e atuou na vitória por 2 a 1 sobre o Zimbábue e no empate sem gols com o Senegal, resultado que classificou os malauianos pela primeira vez às oitavas-de-final da competição, etapa em que foram eliminados após uma derrota de virada por 2 a 1 para Marrocos, com o atacante abrindo o placar em uma finalização de longe, encobrindo o goleiro Yassine Bounou. Este gol fez com que o atacante entrasse na lista de maiores artilheiros da seleção, com 15 gols - empatado com Spy Msiska, que atuou pelos Flames entre 1971 e 1979.

## Títulos
Big Bullets
- Carlsberg Charity Cup: 2012
- Presidential Cup: 2012

Bidvest Wits
- Premier Soccer League: 2016–17